# Müllingsen

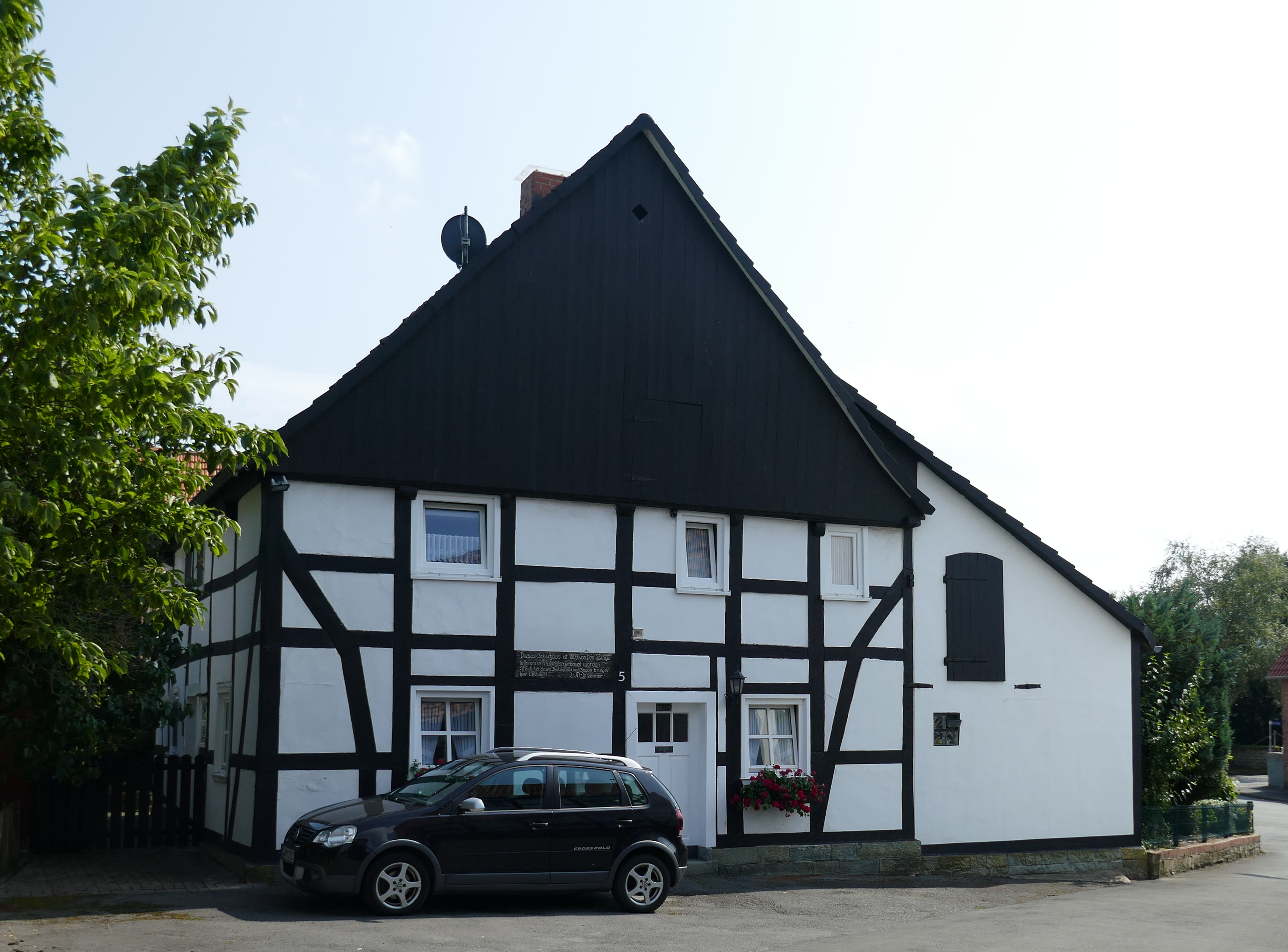
Denkmalgeschütztes Fachwerkhaus in Müllingsen

Müllingsen ist ein Ortsteil der Stadt Soest im Kreis Soest in Nordrhein-Westfalen. Bis 1969 bildete Müllingsen eine eigenständige Gemeinde.

## Geographie
Das landwirtschaftlich geprägte Dorf Müllingsen liegt südöstlich der Soester Kernstadt, von der es durch die Bundesautobahn 44 getrennt ist.

## Geschichte
Die erste urkundliche Erwähnung von Müllingsen stammt aus dem Jahre 1257. Seit dem 19. Jahrhundert bildete Müllingsen eine Landgemeinde im Amt Lohne des Kreises Soest. Am 1. Juli 1969 wurde Müllingsen durch das Soest/Beckum-Gesetz Teil der Stadt Soest.

## Einwohnerentwicklung
| Jahr | Einwohner | Quelle |
| ---- | --------- | ------ |
| 1871 | 344       | [ 3 ]  |
| 1885 | 305       | [ 4 ]  |
| 1910 | 274       | [ 5 ]  |
| 1939 | 300       | [ 6 ]  |
| 2019 | 428       | [ 1 ]  |

## Baudenkmäler
Die Wohnhäuser Alter Glockenweg 5 und Bördenstraße 21, das Querdeelenhaus Landwehr 11, das Speichergebäude Landwehr 13a sowie das Ehrenmal in der Bördenstraße stehen unter Denkmalschutz.

## Kultur
Ein Träger des lokalen Brauchtums ist der Schützenverein Müllingsen.

## Sport
Die Sportfreunde Soest-Müllingsen sind der lokale Sportverein.